# Chevrolet D-20
La Chevrolet D-20 è un'autovettura del tipo pick up prodotta dal 1985 al 1996 dalla casa automobilistica statunitense Chevrolet. 
Realizzato in Brasile e poi dal 1994 in Argentina per il mercato sudamericano, al lancio era disponibile con un motore a benzina o ad etanolo da 4,1 litri o un diesel Perkins da 3,9 litri. Nel 1991 il Perkins venne sostituito con il Maxion S4 da 4.0 litri con 90 CV e il Maxion S4T turbo da 125 CV. Nel 1995 l'S4T venne modificato per rientrare nelle normative di emissione Euro II, producendo 150 CV. Questa versione si chiamava Turbo Plus ed era dotata di ABS meccanico. Mentre tutti i modelli sono comunemente indicati come D-20, il modello a benzina è stato commercializzato come C-20 e la versione alimentata a etanolo come A-20. Oltre alle versioni a cabina singola e doppia, Chevrolet vendeva anche una versione SUV chiamata Bonanza e Veraneio.